# Dynastie Shaishunâga
413 – 345 av. J.-C.
Entités précédentes :
- Dynastie Haryanka

Entités suivantes :
- Empire Nanda

Les Shaishunâga sont la deuxième dynastie qui régna sur le Maghada depuis les villes de Girivraja puis Pataliputra de 413 à 345 av. J.-C.. Nous avons deux sources pour reconstituer la dynastie, les chroniques srilankaises Mahavamsa et Dipavamsa ainsi que les Puranas. Selon les premières, elle s'appelait Hariyanka avant de prendre le nom du roi Shishunâga originaire de Kâshî. Ils régnèrent sur la région durant 300 ans et deux rois (Bimbisara et Ajatashatru) furent les contemporains du Bouddha.

## Rajâ Shaishunâga
1. Shishunâga (règne durant 40 ans)
2. Kâkavarna (26 ans)
3. Ksemadharman (36 ans)
4. Ksemajit or Ksatraujas (24 ans)
5. Bimbisâra (28 ans)
6. Ajâtashatru (27 ans)
7. Darsaka (24 ans)
8. Udâsin (33 ans)
9. Nandivardhana (40 ans)
10. Mahanandin (43 ans)